# 無人移動体画像伝送システム
無人移動体画像伝送システム（むじんいどうたい がぞうでんそうシステム）は、無人移動体からの画像伝送用無線局が行う無線通信。

## 定義
総務省令無線設備規則第3条第15号に「169.05MHzを超え169.3975MHz以下、169.8075MHzを超え170MHz以下、2483.5MHzを超え2494MHz以下又は5650MHzを超え5755MHz以下の周波数の電波を使用する自動的に若しくは遠隔制御操作により動作する移動体に開設された陸上移動局又は携帯局が主として画像伝送を行うための無線通信（当該移動体の制御を行うものを含む。）を行うシステム」と定義している。

## 概要

### 制定の経緯
ロボットやドローンと通称される無人航空機について産業用へのニーズが高まってきた。
しかし、これらの操縦は免許不要局によるしかなく、画像伝送には免許不要局以外では1.2GHz帯に1波しか割当てがなく、産業用には不満足なものであった。
免許不要局には、
- 操縦用には73MHz帯の微弱無線局、920MHz帯テレメーター用、テレコントロール用及びデータ伝送用特定小電力無線局および2.4GHz帯小電力データ通信システムの無線局
- 画像伝送・データ伝送用には2.4GHz帯小電力データ通信システムの無線局

がある。これを受けて制定されたのが本システムである。

### 運用調整
利用に関しては、後述の通り電波法令には特段の規定は無い。
しかし無秩序に複数のドローンが飛べば衝突やニアミスは避けられない。
また、航空法やドローン等規制法にも関連する問題であり、運用調整は必須となる。
そこでドローンを使用する事業者は運用調整を行う団体として日本無人機運行管理コンソーシアムを結成した。

## 無線局
技術基準は、無線設備規則第4章第4節の31に規定される。
この技術基準と後述の答申内容、電波法関係審査基準による情報を次表に掲げる。
| 周波数帯 | チャンネル                                                    | 空中線電力 | 用途                           |
| --- | ------------------------------------------------------------- | ---------- | ------------------------------ |
| 169MHz帯 (169.05～ 169.3975MHz) | 169.12MHz、169.22MHz、169.32MHz、169.90MHz (100kHz)           | 最大1W     | 操縦のバックアップ用           |
| 169MHz帯 (169.05～ 169.3975MHz) | 169.17MHz、169.27MHz (200kHz)                                 | 最大1W     | 操縦のバックアップ用           |
| 169MHz帯 (169.05～ 169.3975MHz) | 169.22MHz (300kHz)                                            | 最大1W     | 操縦のバックアップ用           |
| 2.4GHz帯 (2483.5～ 2494MHz) | 2486MHz、2491MHz (4.5MHz)                                     | 最大1W     | 操縦用 画像伝送用 データ伝送用 |
| 2.4GHz帯 (2483.5～ 2494MHz) | 2489MHz (9MHz)                                                | 最大1W     | 操縦用 画像伝送用 データ伝送用 |
| 5.7GHz帯 (5650～ 5755MHz) | 5652.5～5752.5MHzの5MHz間隔21波 (4.5MHz)                      | 最大1W     | 操縦用 画像伝送用 データ伝送用 |
| 5.7GHz帯 (5650～ 5755MHz) | 5655～5725MHzの10MHz間隔、5740MHzおよび5750MHzの計10波 (9MHz) | 最大1W     | 操縦用 画像伝送用 データ伝送用 |
| 5.7GHz帯 (5650～ 5755MHz) | 5660～5720MHzの20MHz間隔4波および5745MHzの計5波 (19.7MHz)     | 最大1W     | 操縦用 画像伝送用 データ伝送用 |
| 注 - 変調方式は規定されていない。 - チャンネルの括弧内は最大占有周波数帯域幅。 - 空中で使用するものの169MHz帯の空中線電力は10mW以下かつEIRPは15.12dBm以下。但し、災害時および特に必要な場合はこの限りではない。 |                                                               |            |                                |

送信機は特定無線設備の技術基準適合証明等に関する規則により技術基準適合証明の対象とされ、適合表示無線設備として技適マークの表示が必須であり、技術基準適合証明番号又は工事設計認証番号の表示も要する。
無人移動体画像伝送システム用送信機を表す記号は、技術基準適合証明番号の4-5字目のRB（特定無線設備の技術基準適合証明等に関する規則様式7）である。
工事設計認証番号には記号表示は無い（番号の4字目はハイフン(-)）。
免許について、ドローンのように上空で使用するもの又は海上で使用するものは携帯局の、もっぱら陸上で使用するものは陸上移動局の免許を要する。
適合表示無線設備の利用により、簡易な免許手続の対象になり予備免許や落成検査を経ることなく免許される。
操作について、携帯局又は陸上移動局の操作又はその監督には、第三級陸上特殊無線技士以上の無線従事者を要する。
運用について、無線局運用規則に規定するものは特に無い。
2.4GHz帯は、ISMバンド中(2400～2500MHz)に、5.7GHz帯は一部がその中(5725～5875MHz)にある。
電子レンジや工業用マイクロ波加熱装置は2450MHzという近傍の周波数を利用し、かつスプリアス規制は無いため、それら機器の動作中に影響を受ける恐れがあるが、総務省告示周波数割当計画に「有害な混信を容認しなければならない」と規定されている。
5.7GHz帯は、アマチュア無線に二次業務として5650～5850MHzが、免許不要の小電力データ通信システム（上空使用は不可、Wi-Fi等に利用）に5660MHz、5680MHz、5700MHz（占有周波数帯幅19.7MHz以下）、5670MHz（同19.7MHzを超え38MHz以下）が、割り当てられている。
これらに対しては、一次業務である本システムが優先するが、影響を受ける可能性があることには留意を要する。

## 沿革
- 2014年（平成26年）11月20日 - 電波産業会（略称:ARIB）は「ロボット電波利用システム調査研究会」を設置した[6]。
  - 設置の目的は「ロボットなどに関する各種利用環境を踏まえ。具体的な電波利用ニーズを把握するとともに、必要な通信の確保に向けた技術的検討、周波数共用の可能性の検討」である。[7]
- 2015年（平成27年）3月12日 - 総務省は情報通信審議会に「ロボットにおける電波利用の高度化に関する技術的条件」について諮問した[8]。
- 2016年（平成28年）
  - 3月22日 - 情報通信審議会は総務省に「ロボットにおける電波利用の高度化に関する技術的条件」を答申した[9]。
  - 3月31日 - ロボット電波利用システム調査研究会が活動を終了した[10]。
  - 7月11日 - 日本無人機運行管理コンソーシアムが設立された。
  - 8月31日 - 無人移動体画像伝送システムが制度化された。
    - 無人移動体画像伝送システムが定義[1]された。送信機が技術基準適合証明の対象[11]とされ、簡易な免許手続が適用できることとなった。

  - 電波利用料は、電波法別表第6第1項の「移動する無線局」が適用される。
- 2017年（平成29年）6月17日 - 内閣府の革新的研究開発推進プログラムの実験試験局が、169MHz帯でのドローンの遠隔操作に成功[12]。

## その他
情報通信審議会の答申ではまた、73MHz帯の微弱無線局による産業用の無線操縦用周波数の増波をすることともしている。
これに基づき6波が追加された。